# AMTV
AMTV (estilizado en su logo como AMtv) es un programa televisivo de la cadena estadounidense MTV, emitiéndose en un principio de manera no oficial como una prueba previa el 26 de mayo del 2009, y estrenado de manera oficial el 30 de marzo de ese mismo año. La cadena lo emite en un intervalo de 6 horas como su principal (y única) fuente de videos musicales y programación relacionada con la música. En Hispanoamérica, este bloque llegó un año más tarde, pero con el nombre de MTV Wake Up hits en MTV Latinoamérica.
AMTV fue programado para emitirse de lunes a jueves en las mañanas de MTV (y MTV2) desde 3:00 a. m. hasta las 9:00 a. m. en el horario Este (los viernes, desde las 3:00 a. m. hasta las 6:00 a. m.) a excepción de una vez en diciembre del 2009, en el cual comenzó a las 3:00 a. m. y culminó a las 8:00 a. m.

## Descripción del formato
Alrededor de seis horas por la mañana, AMTV combina videos musicales con catualizaciones de noticias, entrevistas y presentaciones en vivo. AMTV se destaca de muchos videos de larga duración, incluso videos antiguos, en un segmento titulado "Trowback". Durante el programa, el programa promociona distintas características de su sitio web basado en la música, MTVmusic.com.
MTV ha resucitado la serie Unplugged al emitir conciertos en vivo en versión acústica durante el horario estelar, luego ubicando los episodios completos en MTV.com como también transmitiendo muchos de ellos durante AMTV durante los siguientes días. MTV también se ha referido a AMTV como un "laboratorio de paternariado publicitario", esto quiere decir que una compañía individual podría ser la única auspiciadora del programa en mañanas específicas, insertando su marca en alternativa a otras formas de publicidad por TV.
Así como el 18 de agosto, MTV comenzó a emitir el tiempo climático. a su vez, el canal agregó un conteo de los 10 primeros que comenzó a emitirse a partir de las 8 de la mañana. El conteo regresivo dejó de emitirse en diciembre de 2009 mas retornó en el horario de las 7 a. m. el 6 de enero del 2010. Además, el programa se ha reclasificado de TV-PG a TV-14 (Para más información sobre esta clasificación de programas de TV en EE. UU., véase Clasificación por edades (TV Parental Guidelines)).
La programación de AMTV ha cambiado un sinmúmero de veces hasta el 2012, y recientemente, finalizando hasta las 8 a. m. (hora Este de los EE. UU.) exluyendo los lunes. desde el 16 de abril de 2012, el bloque del lunes volvió culminando a las 9 a. m. hora este de nuevo.
El horario de las 8 a. m. hora Este continúa y sigue desde abril de 2012, pero notablemente (desde alguna vez en 2011) son los mismos playlists que adornan AMTV y cada uno con duración de una hora sin un orden específico en el cual se emiten: clubland, Fiercecast, Females, Killer Collaborations, Sucker Free Playlist, Morning Jams y Wake and Shake. Los playlist especialmente aparecen de cuando en cuando para apoyar la programación que se viene como nuevas programaciones, así también como los programas de premiación.